# نيا علي
نيا علي (بالإنجليزية: Nia Ali)‏ هي منافسة ألعاب القوى أمريكية، ولدت في 23 أكتوبر 1988 في فيلادلفيا في الولايات المتحدة.

## وصلات خارجية
- نيا علي على موقع الاتحاد الدولي لألعاب القوى (الإنجليزية)
- نيا علي على موقع الاتحاد الأمريكي لسباقات المضمار والميدان (الإنجليزية)
- نيا علي على موقع الاتحاد الأمريكي لسباقات المضمار والميدان (الإنجليزية)
- نيا علي على موقع الدوري الماسي (الإنجليزية)
- نيا علي على موقع TFRRS.org (الإنجليزية)
- نيا علي على موقع اللجنة الأولمبية الدولية (الإنجليزية)
- نيا علي على موقع أوليمبيديا (الإنجليزية)
- نيا علي على موقع اللجنة الأولمبية والبارالمبية الأمريكية (الإنجليزية)